# Lotte Vanwezemael
Lotte Vanwezemael (15 september 1992) is een Belgische seksuologe en een klinisch psychologe. Ze werd bekend als "Seksuolotte" bij radiozender MNM waar ze als seksuologe advies geeft.
Ze studeerde psychologie en seksuologie aan de KU Leuven en behaalde in 2020 haar postgraduaat Forensische Psychodiagnostiek en Counseling aan de Thomas More in Antwerpen. Van 2017 tot 2019 werkte ze als psycholoog en seksuoloog bij groepspraktijk Stemina in Meeuwen. Sinds 2017 is ze therapeut bij CAW Hasselt.
Sinds 2018 is Vanwezemael werkzaam bij radiozender MNM als medewerker van het programma Generation M, waar ze als "Seksuolotte" antwoord geeft op vragen van luisteraars over seks en liefde. Samen met Dorianne Aussems presenteert ze eveneens het programma Hot 'n' Cold, over liefde, seks, relaties en vriendschap. Sinds 28 juni 2020 presenteert ze haar eigen radioprogramma, Summerlove.
In 2019 nam ze deel aan De Slimste Mens ter Wereld waarin zij zes afleveringen te zien was, waarvan ze er vier won.
Sinds 2020 presenteert ze ook een podcast, Lotte gaat diep. In deze podcast praat ze met BV's over liefde, relaties en seks. In 2021 was ze een wekelijkse gast bij de talkshow De Cooke & Verhulst Show.
Vanwezemael is ambassadrice van Warme William, een organisatie die zich inzet voor het mentale welzijn van kinderen en jongeren in Vlaanderen.
Ze nam deel aan De Allerslimste Mens ter Wereld (najaar 2022) en De Verraders (najaar 2024).

## Televisie
- Sterregem (2024) - als zichzelf
- De Verraders (2024) - als zichzelf
- Code van Coppens (2024) - als kandidate samen met Roman Van Houtven
- Iedereen beroemd - Rendez-vous (2023)
- De Allerslimste Mens ter Wereld (2022)
- Dancing with the Stars (2021)
- De Cooke & Verhulst show (2021-2022)
- Is er een dokter in de zaal? (2021)
- Opvoeden doe je zo (2020)
- De positivo's (2020)
- Gert Late Night (2020)
- Blind getrouwd (2019-2021)

## Boeken
- Doe ik het goed? (2019)